# Hippolyte Rocks
Hippolyte Rocks è un'isola di granito che fa parte del Tasman Island Group ed è situata vicino alla costa sud-orientale della Tasmania, a est della penisola di Tasman (Australia). L'isola, che appartiene alla municipalità di Tasman, fa parte del Tasman National Park ed è al centro del Hippolyte Rocks Marine Conservation Area.

## Geografia
Hippolyte Rocks è situata est di Fortescue Bay e a nord-est di Cape Hauy. L'isola, che ha una cima piatta ed è circondata da ripide scogliere, ha una superficie di 0,053 km² e un'altezza di 65 m.

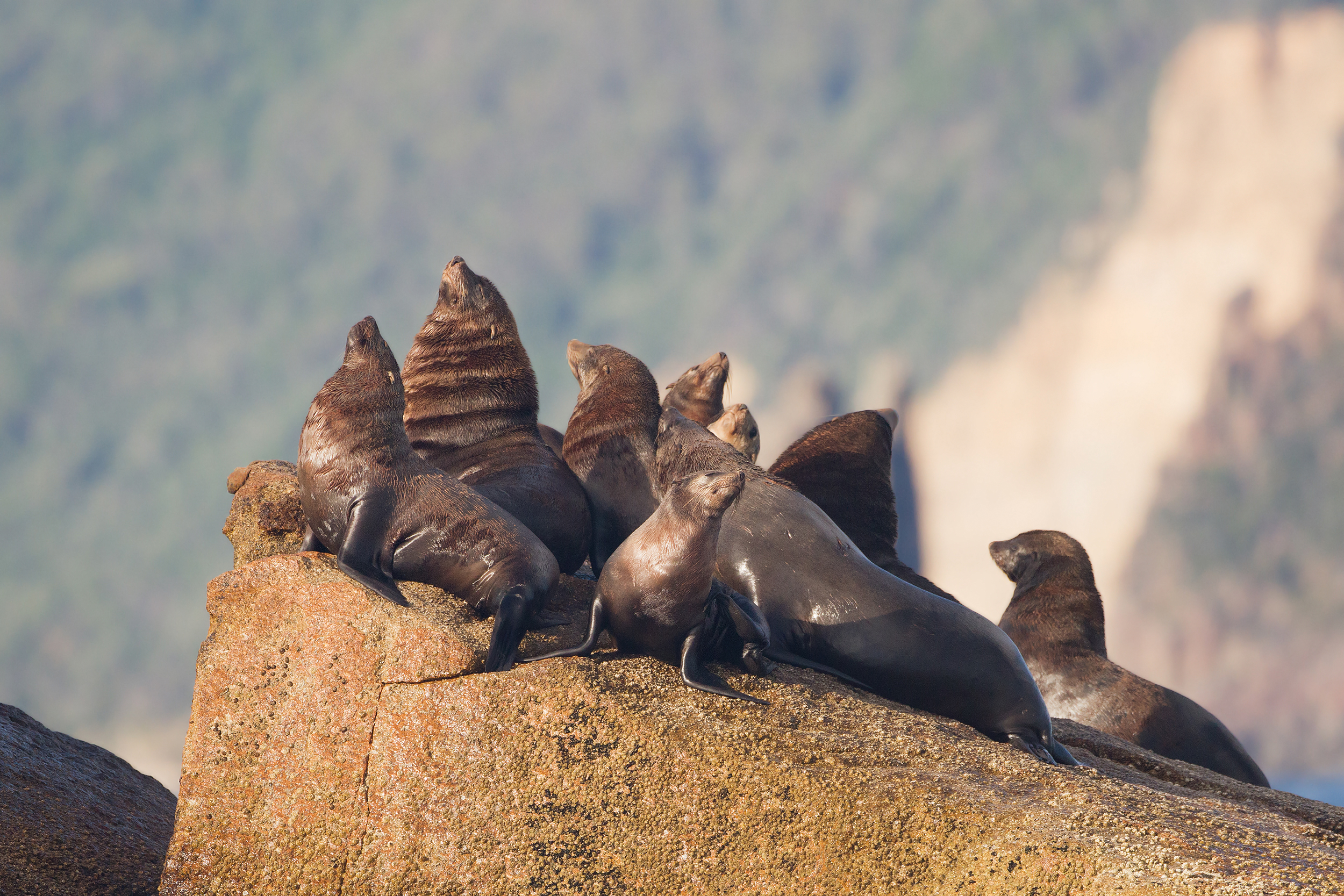
Otarie orsine del Capo su Hippolyte Rocks

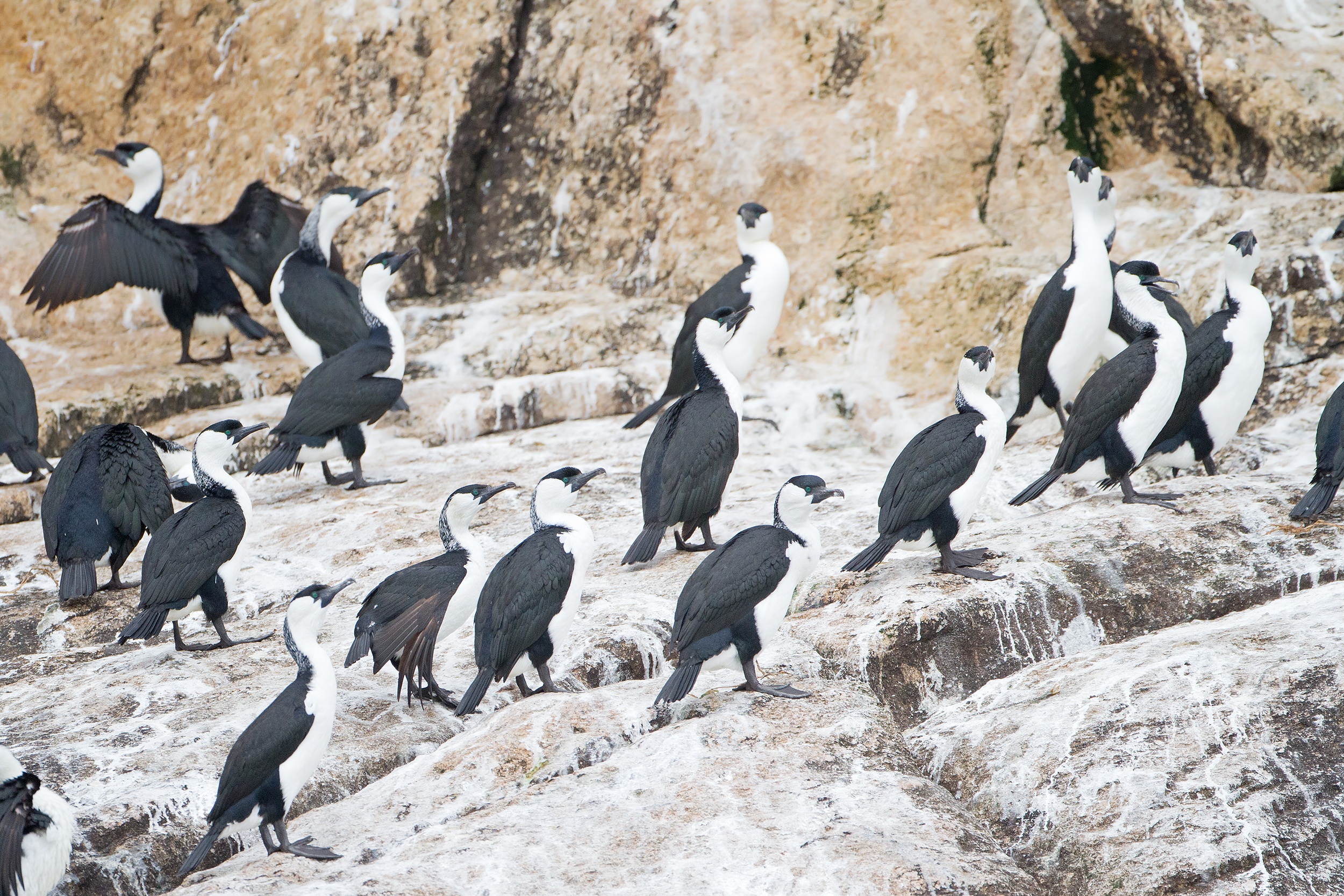
La colonia di cormorani faccianera su Hippolyte Rocks

## Fauna
Tra le specie di uccelli marini registrati c'è il pinguino minore blu, la berta codacorta, la berta grigia, il prione fatato, il petrello tuffatore comune e il gabbiano australiano. Hippolyte Rocks con i vicini scogli The Thumbs sono stati identificati come Important Bird Area (IBA) poiché supportano oltre l'1% della popolazione mondiale di cormorano faccianera. L'otaria orsina del Capo usa fermarsi sulle scogliere dell'isola. Tra i rettili è presente il Niveoscincus metallicus.